# Lara Flynn Boylová
Lara Flynn Boylová (* 24. března 1970, Davenport) je americká herečka.

## Život
Rodiče ji pojmenovali po postavě Lary z filmu Doktor Živago. Když bylo Boyleové šest let, její rodiče se rozešli a ona se s matkou přestěhovala do Chicaga. V dětství byla velmi plachá, a proto se zúčastnila kurzu, který jí měl pomoci více vystoupit z „ulity“. Díky tomuto kurzu se začala zajímat o herectví.
Boyleová získala stipendium na Chicago Academy for the Arts, speciální střední škole se zaměřením na umění.

## Herecká kariéra
Během školní docházky si zahrála v televizní minisérii America z roku 1987 a debutovala ve filmu Poltergeist III z roku 1988. Den po maturitě se s matkou přestěhovala do Los Angeles v naději, že tam začne filmovou kariéru. Hrála vedlejší roli ve filmovém hitu Společnost mrtvých básníků, ale z filmu byla téměř úplně vystřižena. Po několika menších filmových a televizních rolích si na přelomu let 1989 a 1990 zahrála v kultovním seriálu Davida Lynche Twin Peaks, kde ztvárnila Donnu Haywardovou, nejlepší přítelkyni oběti vraždy Laury Palmerové. Tento seriál jí pomohl získat velkou popularitu, ale také znamenal, že jí byly následně nabízeny přednostně „bizarní“ role. V pozdějších letech se objevila v úspěšných filmech jako Waynův svět (1992) a hrála hlavní ženskou roli ve filmu Švédská trojka. Objevila se také v neúspěšných filmech, jako je Žhavé trio (1997).
V letech 1997 až 2003 hrála hlavní roli prokurátorky Helen Gambleové v seriálu Advokáti, který v letech 1998 až 2004 získal mimo jiné patnáct cen Emmy. V roce 2002 si zahrála příšeru Serleenu ve filmu Muži v černém 2, za kterou byla nominována na Zlatou malinu pro nejhorší herečku ve vedlejší roli. V letech 2005–2006 hrála majitelku kasina ve třetí sérii seriálu Las Vegas.

## Osobní život
Boylová je častým tématem bulvárního tisku, jednak kvůli svým vztahům se známými hollywoodskými hvězdami, jako je Jack Nicholson, s nímž měla vztah v letech 1999–2001. Kromě toho je často terčem pomluv kvůli své nápadně štíhlé postavě, takže je obviňována z anorexie, ale také kvůli údajné nebo skutečné dyslexii. Její zjevná záliba v plastických operacích ji v posledních letech opakovaně přivedla na titulní stránky novin.
Její dědeček Charles A. Boyle zastupoval v letech 1955–1959 americký stát Illinois ve Sněmovně reprezentantů jako kongresman.

## Filmografie

### Film
| Rok  | Název                      | Role                             | Poznámky                            |
| ---- | -------------------------- | -------------------------------- | ----------------------------------- |
| 1986 | Volný den Ferrise Buellera | Heather                          | vymazané scény                      |
| 1988 | Poltergeist III            | Donna Gardnerová                 |                                     |
| 1989 | Jak se dostat na vysokou   | Jessica Kailová                  |                                     |
| 1989 | Společnost mrtvých básníků | Ginny Danburryová                | vymazané scény                      |
| 1990 | Zelenáč                    | Sarah Ackermanová                |                                     |
| 1991 | Muž se třema rukama        | Rosarita                         |                                     |
| 1991 | Gangsteři                  | Mara Motesová                    |                                     |
| 1991 | Eye of the Storm           | Sandra Gladstoneová              |                                     |
| 1992 | Kam tě den zavede          | Heather                          |                                     |
| 1992 | Waynův svět                | Stacy                            |                                     |
| 1992 | Equinox – den zúčtování    | Beverly Franksová                | Nominace – Independent Spirit Award |
| 1993 | Záskok                     | Kris Bolinová                    |                                     |
| 1993 | Red Rock West              | Ann McCordová / Suzanne Brownová |                                     |
| 1994 | Švédská trojka             | Alex                             |                                     |
| 1994 | Trable prcka Binka         | Laraine Cotwellová               |                                     |
| 1994 | Vítejte ve Wellville       | Ida Muntzová                     |                                     |
| 1995 | Cafe Society               | Pat Wardová                      |                                     |
| 1996 | The Big Squeeze            | Tanya Mulhillová                 |                                     |
| 1997 | Farmer & Chase             | Hillary                          |                                     |
| 1997 | Red Meat                   | Ruth                             |                                     |
| 1997 | Opravář na všechno         | Marianne Byronová                |                                     |
| 1997 | Cannes Man                 | Sama sebe                        |                                     |
| 1998 | Štěstí                     | Helen Jordanová                  |                                     |
| 1998 | Susanin plán               | Betty Johnsonová                 |                                     |
| 2000 | Řetěz bláznů               | Karen                            |                                     |
| 2001 | Sex instruktor             | Emily Paigeová                   |                                     |
| 2002 | Muži v černém 2            | Serleena                         | Nominace – Zlatá malina             |
| 2006 | Země slepých               | První dáma                       |                                     |
| 2006 | Fwiends.com                | Yuppie                           | Krátký film                         |
| 2007 | Have Dreams, Will Travel   | Benova matka                     |                                     |
| 2009 | Práce na dvojí úvazek      | Mary Radcliffeová                |                                     |
| 2009 | Life Is Hot in Cracktown   | Betty McBainová                  |                                     |
| 2010 | Cougar Hunting             | Kathy                            |                                     |
| 2013 | Hansel & Gretel Get Baked  | Witch Agnesová                   |                                     |
| 2015 | Lucky Dog                  | Paní Donleyová                   |                                     |
| 2021 | Death in Texas             | Grace                            |                                     |

### Televize
| Rok       | Název                                   | Role                            | Poznámky                                                                                               |
| --------- | --------------------------------------- | ------------------------------- | --- |
| 1987      | Jack and Mike                           | Leslie                          | Epizoda: „Quality of Mercy“                                                                            |
| 1987      | Amerika                                 | Jackie Bradfordová              | 5 epizod                                                                                               |
| 1987      | Sable                                   | Melanie Waterstonová            | Epizoda: „Toy Gun“                                                                                     |
| 1989      | Ohrožení na dálnici 91                  | Laura Taggartová                | Televizní film                                                                                         |
| 1989      | Vražda v Central Parku                  | Jennifer Levinová               | Televizní film                                                                                         |
| 1990–1991 | Městečko Twin Peaks                     | Donna Haywardová                | 30 episodes                                                                                            |
| 1991      | The Hidden Room                         | Nikola                          | Epizoda: „Splinters of Privacy“                                                                        |
| 1991      | May Wine                                | Cammie                          | Televizní film                                                                                         |
| 1994      | Tajemství minulosti                     | Tory Bassová / Sabrina Jamesová | Televizní film                                                                                         |
| 1994      | Bible – Starý zákon: Jákob              | Rachel                          | Televizní film                                                                                         |
| 1995      | Legend                                  | Theresa Dunleavyová             | Epizoda: „Skeletons in the Closet“                                                                     |
| 1997–2003 | Advokáti                                | Helen Gambleová                 | 116 epizod Nominace – Cena Emmy Nominace – Screen Actors Guild Awards za nejlepší obsazení (1999–2001) |
| 1998      | Ally McBealová                          | Helen Gambleová                 | Epizoda: „Making Spirits Bright“                                                                       |
| 1998      | „Sladká“ pomsta                         | Grace Williamsová               | Televizní film                                                                                         |
| 2002      | Ally McBealová                          | Tally Cuppová                   | Epizoda: „Tom Dooley“                                                                                  |
| 2004–2005 | Huff                                    | Melody Coatarová                | 5 epizod                                                                                               |
| 2005–2006 | Las Vegas                               | Monica Mancusoová               | 8 epizod                                                                                               |
| 2006      | Záhadný dům                             | Col Kennedyová                  | Televizní film                                                                                         |
| 2006      | Shades of Black: The Conrad Black Story | Barbara Amielová                | Televizní film                                                                                         |
| 2008      | Zákon a pořádek                         | Dawn Talleyová                  | Epizoda: „Submission“                                                                                  |